# Medinas diskografi
Medinas diskografi består af tre danske og tre engelsksprogede studiealbum, samt 21 danske og 13 engelsksprogede singler.

## Album

### Danske studiealbum
| År                                                       | Album detaljer                                                                                            | Højeste placering | Certificering |
| År                                                       | Album detaljer                                                                                            | Danmark           | Certificering |
| -------------------------------------------------------- | --- | ----------------- | ------------- |
| 2007                                                     | Tæt på - Udgivet: 13. september 2007 - Pladeselskab: At:tack - Format: CD, download                       | —                 |               |
| 2009                                                     | Velkommen til Medina - Udgivet: 31. august 2009 - Pladeselskab: Labelmade, At:tack - Format: CD, download | 2                 | - 7× Platin   |
| 2011                                                     | For altid - Udgivet: 19. september 2011 - Pladeselskab: Labelmade, A:larm - Format: CD, download          | 2                 | - 3× Platin   |
| 2018                                                     | Grim - Udgivet: 12. oktober 2018 - Pladeselskab: Labelmade, Universal - Format: CD, download              | 5                 | - Guld        |
| "—" markerer en udgivelse der ikke opnåede en placering. | |                   |               |

### Danske livealbum
| År                                                       | Album detaljer                                                                                   | Højeste placering |
| År                                                       | Album detaljer                                                                                   | Danmark           |
| -------------------------------------------------------- | ------------------------------------------------------------------------------------------------ | ----------------- |
| 2014                                                     | Tæt på - live - Udgivet: 17. marts 2014 - Pladeselskab: Labelmade, A:larm - Format: CD, download | 2                 |
| 2020                                                     | Det bliver altid forår - Udgivet: 17. april 2020 - Pladeselskab: Labelmade - Format: Download    | —                 |
| "—" markerer en udgivelse der ikke opnåede en placering. |                                                                                                  |                   |

### Danske EP'er
| År                                                       | Album detaljer | Højeste placering |
| År                                                       | Album detaljer | Danmark           |
| -------------------------------------------------------- | --- | ----------------- |
| 2014                                                     | Arrogant - Udgivet: 3. april 2014 - Pladeselskab: Labelmade, A:larm - Format: Download                                              | —                 |
| 2019                                                     | Medina synger Toppen af Poppen - Udgivet: 29. september 2019 - Pladeselskab: Sony Music - Format: Download                          | —                 |
| 2024                                                     | Medina synger Toppen af Poppen 2024 (Fra "Toppen Af Poppen") - Udgivet: 1. marts 2024 - Pladeselskab: Sony Music - Format: Download | —                 |
| "—" markerer en udgivelse der ikke opnåede en placering. | |                   |

### Engelske studiealbum
| År                                                       | Album detaljer                                                                                                  | Højeste placering | Højeste placering | Højeste placering | Højeste placering | Certificering                    |
| År                                                       | Album detaljer                                                                                                  | Danmark           | Schweiz           | Tyskland          | Østrig            | Certificering                    |
| -------------------------------------------------------- | --- | ----------------- | ----------------- | ----------------- | ----------------- | -------------------------------- |
| 2010                                                     | Welcome to Medina - Udgivet: 23. juli 2010 - Pladeselskab: EMI - Format: CD, download                           | 11                | 24                | 9                 | 45                | - Danmark: Guld - Tyskland: Guld |
| 2012                                                     | Forever - Udgivet: 1. juni 2012 - Pladeselskab: EMI - Format: CD, download                                      | 5                 | 13                | 8                 | 39                |                                  |
| 2016                                                     | We Survive - Udgivet: 26. februar 2016 - Pladeselskab: Labelmade, Polydor, We Love Music - Format: CD, download | 20                | —                 |                   | 39                |                                  |
| "—" markerer en udgivelse der ikke opnåede en placering. | |                   |                   |                   |                   |                                  |

## Singler

### Danske
| 2007                                                     | "Flå" (featuring Ruus)             | —  | —  | —  |                                             | Tæt på                                |                   |                   |                   |
| 2007                                                     | "Et øjeblik" (featuring Joe True)  | —  | —  | —  |                                             | Tæt på                                |                   |                   |                   |
| 2007                                                     | "Alene"                            | —  | —  | —  |                                             | Tæt på                                |                   |                   |                   |
| 2008                                                     | "Okay" (Artmus remix)              | —  | —  | —  |                                             | Tæt på                                |                   |                   |                   |
| 2008                                                     | "Kun for mig"                      | 1  | —  | 1  | - 3× Platin (download)                      | Velkommen til Medina                  |                   |                   |                   |
| 2009                                                     | "Velkommen til Medina"             | 1  | —  | 19 | - Platin (download)                         | Velkommen til Medina                  |                   |                   |                   |
| 2009                                                     | "Ensom"                            | 2  | —  | 14 | - Platin (download)                         | Velkommen til Medina                  |                   |                   |                   |
| 2010                                                     | "Vi to"                            | 2  | 1  | 1  | - 3× Platin                                 | Velkommen til Medina                  |                   |                   |                   |
| 2011                                                     | "For altid"                        | 1  | 1  | 1  | - Platin (download) - Platin (streaming)    | For altid                             |                   |                   |                   |
| 2011                                                     | "Synd for dig"                     | 1  | 3  | 8  | - Platin (download) - Platin (streaming)    | For altid                             |                   |                   |                   |
| 2011                                                     | "Kl. 10"                           | 1  | 6  | 1  | - Platin (download) - 2× Platin (streaming) | For altid                             |                   |                   |                   |
| 2012                                                     | "12 dage"                          | 8  | —  | 5  | - Guld (download) - Platin (streaming)      | For altid                             |                   |                   |                   |
| 2012                                                     | "Lyser i mørke"                    | 5  | 18 | 4  | - Guld (download) - 2× Platin (streaming)   | For altid                             |                   |                   |                   |
| 2012                                                     | "Har du glemt"                     | 4  | 13 | 3  | - Guld (download) - Platin (streaming)      | For altid                             |                   |                   |                   |
| 2013                                                     | "Jeg venter"                       | —  | —  | —  |                                             | For altid                             |                   |                   |                   |
| 2014                                                     | "Jalousi"                          | 1  | 1  | 4  | - Platin (download) - 4× Platin (streaming) | Tæt på - live                         |                   |                   |                   |
| 2014                                                     | "Strip, Pt. 1" (featuring Kidd)    | 6  | —  | —  | - Guld (streaming)                          | Arrogant                              |                   |                   |                   |
| 2014                                                     | "Giv slip"                         | 1  | 2  | 8  | - Platin (streaming)                        | ikke-album singler                    |                   |                   |                   |
| 2014                                                     | "Når intet er godt nok"            | 1  | 1  | 3  | - Platin                                    | ikke-album singler                    |                   |                   |                   |
| 2016                                                     | "Forgabt (jeg fucking elsker dig)" | 20 | 20 | 8  | - Guld                                      | ikke-album singler                    |                   |                   |                   |
| 2017                                                     | "Elsk mig"                         | 10 | 10 | 11 | - Platin                                    | Grim                                  |                   |                   |                   |
| 2017                                                     | "Det smukkeste"                    | 21 | 21 | 8  | - Platin                                    | Grim                                  |                   |                   |                   |
| 2017                                                     | "Si tú fueras mía" (med LennyGM)   | —  | —  | —  |                                             | ikke-album single                     |                   |                   |                   |
| 2018                                                     | "Skyttegrav"                       | 27 | 27 | 6  |                                             | Grim                                  |                   |                   |                   |
| 2018                                                     | "Det ku' være mig"                 | 22 | 22 | —  |                                             | Grim                                  |                   |                   |                   |
| 2018                                                     | "Væk mig nu"                       | —  | —  | —  |                                             | Grim                                  |                   |                   |                   |
| 2019                                                     | "Folk som os" (med Hjalmer)        | 29 | 29 | —  | - Guld                                      | Midt i en drøm eller noget der ligner |                   |                   |                   |
| 2019                                                     | "Mirakler"                         | —  | —  | —  |                                             | Grim                                  |                   |                   |                   |
| 2019                                                     | "Sir det ikk"                      | 17 | 17 | —  | - Guld                                      | ikke-album single                     | ikke-album single | ikke-album single | ikke-album single |
| 2020                                                     | "Større end os"                    | —  | —  | 8  | - Guld                                      |                                       |                   |                   |                   |
| 2020                                                     | "Til den lyse morgen"              | —  | —  | —  |                                             |                                       |                   |                   |                   |
| 2020                                                     | "I nat" (med ArtigeArdit)          | 22 | 22 | —  |                                             |                                       |                   |                   |                   |
| 2021                                                     | "Ser du mig"                       | —  | —  | 7  |                                             |                                       |                   |                   |                   |
| 2021                                                     | "Lige bange"                       | —  | —  | —  |                                             |                                       |                   |                   |                   |
| 2022                                                     | "Du har mig"                       | —  | —  | —  |                                             |                                       |                   |                   |                   |
| 2022                                                     | "Som stjernerne"                   | —  | —  | 12 | - Guld                                      |                                       |                   |                   |                   |
| 2023                                                     | "Lidt endnu"[a]                    | 4  | 4  | 6  | - Platin                                    |                                       |                   |                   |                   |
| 2023                                                     | "Danser for mig selv"[b]           | 32 | 32 | 5  | - Guld                                      |                                       |                   |                   |                   |
| 2024                                                     | "Giv mig alt"                      | 26 | 26 | —  | - Guld                                      |                                       |                   |                   |                   |
| 2024                                                     | "Rick Ross pt. 2" (med Tessa)      | 40 | 40 | —  |                                             |                                       |                   |                   |                   |
| 2024                                                     | "Kærlighed"                        | —  | —  | —  |                                             |                                       |                   |                   |                   |
| "—" markerer en udgivelse der ikke opnåede en placering. |                                    |    |    |    |                                             |                                       |                   |                   |                   |

Noter
- A↑ "Lidt endnu" blev også udgivet i en version med rapperen D1MA.
- B↑ "Danser for mig selv" blev også udgivet i en version med sangeren Julie Bergan.

#### Som featuring artist
| År                                                       | Single                                                                   | Højeste placering | Højeste placering | Højeste placering | Certificering                             | Album                    |
| År                                                       | Single                                                                   | Download          | Streaming         | Airplay           | Certificering                             | Album                    |
| -------------------------------------------------------- | ------------------------------------------------------------------------ | ----------------- | ----------------- | ----------------- | ----------------------------------------- | ------------------------ |
| 2009                                                     | "100 dage" (Thomas Helmig featuring Medina)                              | 1                 | —                 | 3                 | - Platin (download)                       | Tommy Boy                |
| 2010                                                     | "Mest ondt" (Burhan G featuring Medina)                                  | 1                 | —                 | 1                 | - 3× Platin                               | Burhan G                 |
| 2011                                                     | "Du säger du älskar mig" (Supermarkets featuring Medina og Anders Bagge) | —                 | —                 | —                 |                                           | ikke-album single        |
| 2012                                                     | "Lågsus" (Specktors featuring Medina)                                    | 1                 | 2                 | —                 | - Guld (download) - 2× Platin (streaming) | Kadavermarch             |
| 2012                                                     | "Hvad der sker her" (Nik & Ras featuring Medina)                         | 5                 | —                 | —                 | - Guld (streaming)                        | ikke-album single        |
| 2014                                                     | "Der findes ingen" (Skinz featuring Medina)                              | —                 | —                 | —                 |                                           | Byen sover aldrig        |
| 2014                                                     | "Clarity (remix)" (Zedd featuring Medina)                                | —                 | —                 | —                 |                                           | Clarity (Deluxe Version) |
| 2014                                                     | "This Could Be Something" (Anton Ewald featuring Medina)                 | —                 | —                 | —                 |                                           | On My Way                |
| 2015                                                     | "Ud af mørket" (Shaka Loveless featuring Medina)                         | 21                | 21                | 2                 | - Guld                                    | Til vi ligger            |
| 2015                                                     | "Tell Me How You’re Doing" (Waqas featuring Medina)                      | —                 | —                 | —                 |                                           | Lucid Dreams             |
| 2020                                                     | "No Skrub$" (TopGunn featuring Medina)                                   | 4                 | 4                 | —                 | - Platin                                  | SAS                      |
| 2020                                                     | "I nat" (Artigeardit og Medina)                                          | 22                | 22                | —                 | - Guld                                    |                          |
| 2022                                                     | "Fool" (Boye & Sigvardt og Medina)                                       | —                 | —                 | —                 |                                           |                          |
| 2023                                                     | "Love Isn't Easy" (Kind Mod Kind featuring Medina)                       | —                 | —                 | 4                 |                                           |                          |
| 2024                                                     | "Weightless" (Dillistone og Medina)                                      | —                 | —                 | —                 |                                           |                          |
| 2025                                                     | "Hørt Det Før) (Anton Westerlin feat. Pil, Annika, Mille & Medina)       | —                 | —                 | —                 |                                           | Godaften                 |
| "—" markerer en udgivelse der ikke opnåede en placering. |                                                                          |                   |                   |                   |                                           |                          |

### Engelske
| År                                                       | Single                                            | Højeste placering | Højeste placering | Højeste placering | Højeste placering | Højeste placering | Højeste placering | Certificering                                     | Album             |
| År                                                       | Single                                            | Danmark[b]        | Schweiz           | Sverige           | Stor- britannien  | Tyskland          | Østrig            | Certificering                                     | Album             |
| -------------------------------------------------------- | ------------------------------------------------- | ----------------- | ----------------- | ----------------- | ----------------- | ----------------- | ----------------- | ------------------------------------------------- | ----------------- |
| 2009                                                     | "You and I"                                       | 23                | 30                | 42                | 39                | 10                | 25                | - Tyskland: Guld                                  | Welcome to Medina |
| 2010                                                     | "Lonely"                                          | —                 | —                 | —                 | —                 | 26                | 46                |                                                   | Welcome to Medina |
| 2010                                                     | "Addiction"                                       | 1                 | —                 | —                 | —                 | 59                | —                 | - Danmark: - Platin (download) - Guld (streaming) | Welcome to Medina |
| 2011                                                     | "Gutter"                                          | 8                 | —                 | —                 | —                 | 43                | —                 |                                                   | Welcome to Medina |
| 2011                                                     | "The One"                                         | —                 | —                 | —                 | —                 | 64                | —                 |                                                   | Welcome to Medina |
| 2011                                                     | "Execute Me"                                      | —                 | —                 | —                 | —                 | —                 | —                 |                                                   | Welcome to Medina |
| 2012                                                     | "Forever"                                         | —                 | 15                | —                 | —                 | 21                | 19                |                                                   | Forever           |
| 2012                                                     | "Happening"                                       | —                 | —                 | —                 | —                 | 68                | —                 |                                                   | Forever           |
| 2013                                                     | "Boring (It's Too Late)"                          | —                 | —                 | —                 | —                 | —                 | —                 |                                                   | Forever           |
| 2013                                                     | "Overdose" (Wolfgang Gartner featuring Medina)    | —                 | —                 | —                 | —                 | —                 | —                 |                                                   |                   |
| 2013                                                     | "Waiting for Love"                                | —                 | —                 | —                 | —                 | —                 | —                 |                                                   | Forever           |
| 2013                                                     | "Junkie" (Medina featuring Svenstrup & Vendelboe) | 18                | —                 | —                 | —                 | —                 | —                 |                                                   | Forever           |
| 2016                                                     | "We Survive"                                      | —                 | —                 | —                 | —                 | —                 | —                 |                                                   | We Survive        |
| 2017                                                     | "Beautiful"                                       | —                 | —                 | —                 | —                 | —                 | —                 |                                                   | ikke-album single |
| 2017                                                     | "First Time" (M-22 featuring Medina)              | —                 | —                 | —                 | 20                | —                 | —                 | - Storbritannien: Platin                          | ikke-album single |
| 2019                                                     | "Holding On"                                      | —                 | —                 | —                 | —                 | —                 | —                 |                                                   | ikke-album single |
| 2019                                                     | "Who Do You Love" (Zookeepers og Medina)          | —                 | —                 | —                 | —                 | —                 | —                 |                                                   | ikke-album single |
| 2020                                                     | "In and Out of Love"                              | —                 | —                 | —                 | —                 | —                 | —                 |                                                   | ikke-album single |
| "—" markerer en udgivelse der ikke opnåede en placering. |                                                   |                   |                   |                   |                   |                   |                   |                                                   |                   |

Noter
- B↑ Hitlisteplaceringerne i Danmark er på Track Top-40, der er baseret på downloads.

## Andre sange
| År                                                       | Single                               | Højeste placering | Album                                  |
| År                                                       | Single                               | Download          | Album                                  |
| -------------------------------------------------------- | ------------------------------------ | ----------------- | -------------------------------------- |
| 2006                                                     | "Jeg troede"                         | —                 | Fidibus soundtrack                     |
| 2006                                                     | "Kender du mig" (featuring Joe True) | —                 | Fidibus soundtrack                     |
| 2007                                                     | "Satser alt"                         | —                 | ikke-album single                      |
| 2009                                                     | "Kun for mig" (featuring Burhan G)   | —                 | ikke-album single                      |
| 2009                                                     | "Kun for dig" (Medina og L.O.C)      | 1                 | Velkommen til Medina (Special Edition) |
| "—" markerer en udgivelse der ikke opnåede en placering. |                                      |                   |                                        |